# Kongens Jyske Fodregiment
Kongens Jyske Fodregiment er et dansk regiment oprettet 29. april 1657.
Navne: 1657 Lübbes Regiment, 1662 Rüses Regiment, 1673 Weyhers Regiment, 1676 Prins Frederiks Regiment, 1699 Prins Christians eller Kronprinsens Regiment, 1747 Kronprinsens Regiment, 1748 Kongens Regiment, 1764 Norske Livregiment til Fods, 1819 2. Livregiment til Fods, 1842 2. Linie Infanteri-Bataljon, 1848 2. lette Infanteri-Bataljon, 1855 2. Linie-Infanteri-Bataljon, 1860 2. Infanteri-Bataljon, 1863 2. Infanteri-Regiment. 1865 2. Infanteri-Bataljon, 1867 2. Bataljon, 1. november 1951 9. Regiment, 31. oktober 1966 Kongens Jyske Fodregiment.
Regimentet har haft garnisoner i Holsten, Syd-Jylland og på Sjælland, fortrinsvis i København, hvorfra det i 1923 kom til Tønder; i 1939 flyttedes regimentet til Fredericia, den 1. januar
1952 atter til Tønder og 1. november 1961 garnisoneredes regimentet igen i Fredericia.
Regimentets bataljoner I og II er de i 1937 oprettede to fodfolkspionerbataljoner, henholdsvis 1. og 2., af hvilke enkelte enheder deltog i kampene i Sønderjylland den 9. april 1940.
Regimentet har i øvrigt deltaget i krigene 1657-60, 1675-79, 1801, 1807-14, 1848-50 (2. Lette Bataljon, Sjællændere) og 1864. Dele af regimentet har desuden været i fremmed krigstjeneste 1701-09.
På regimentets fanebånd står: Bremerforde 1657, Wismar 1675, Christiansstad 1676, Stralsund og Rügen 1715, Kjøbenhavn 1801, Fredericia 1849, Isted 1850, Dybbøl 1848 og 1864.
Regimentsmærket er en kongekrone over et bånd med indskriften "Kongens" og derunder Frederik III's kronede navnetal.

Regimentet blev den 1. november 1961 slået sammen med 7. Regiment, Jyske Fodregiment, der blev oprettet 31. oktober 1679.
Navne: 1679 Jydske Wedelske Regiment til Fods, 1684 Jydske nationale Regiment, 1702 Jydske Regiment, 1715 Jydske geworbne Regiment, 1780 Jydske Regiment til Fods, 1781 Jydske Infanteri-Regiment, 1790 Fynske Infanteri-Regiment, 1842 12. Linie-Infanteri-Bataljon, 1848 12. Lette Infanteri-Bataljon, 1855 12. Linie Infanteri-Bataljon, 1860 12. Infanteri-Bataljon,
1863 12. Infanteri-Regiment, 1865 12. Infanteri-Bataljon, 1867 12. Bataljon, fra 1. november 1951 7. Regiment.
7. Regiment havde indtil 1785 hovedsagelig garnisoner i Syd-Jylland og Rendsborg - enkelte korte perioder i sjællandske byer. 1785-1932 havde det garnison i Fredericia, 1932-39 i Sønderborg. Fra 1939 har regimentet atter været garnisoneret i Fredericia.
7. Regiment fik sit udskrevne mandskab fra Nørrejylland, undtagen i perioden 1842-64, da det dannedes af Sønderjyder.
Det har deltaget i krigene 1700, 1709-20, 1801, 1807-14, 1848-50 og 1864. En del af regimentet har været i fremmed krigstjeneste 1689-97 og 1700-09.
På regimentets fanebånd står: Stralsund og Rügen 1715, Kjøbenhavn 1801, Isted 1850.